# Aliens versus Predator: Extinction
Aliens versus Predator: Extinction (2003) är titeln på ett spel utvecklat av Zono Inc för Electronic Arts. Spelet är av typen realtidsstrategi och finns släppt till Playstation 2 och Xbox.